# Tombe de Philippe II de Macédoine
La tombe de Philippe II se situe près de l'antique Aigai, première capitale du royaume de Macédoine. La fouille du site de Vergína, ville moderne près d'Aigai, a révélé lors de fouilles effectuées en 1977 sous la direction de Manólis Andrónikos les témoignages les plus précieux de l'art pré-hellénistique. Parmi les onze tombes dégagées, celle attribuée à Philippe II, le père d’Alexandre le Grand, est restée inviolée jusqu'à cette date. Son architecture, le décor peint et le riche mobilier funéraire attestent la formation précoce d'un art de cour proprement hellénistique. Une autre hypothèse suggère qu'il s'agit de la tombe de Philippe III Arrhidée.
Le site d'Aigai, dont la nécropole royale, est classé au patrimoine mondial de l'UNESCO.

## Historique des fouilles
Les archéologues se sont intéressés aux tumulus autour de Vergína dès les années 1850, en supposant que le site d'Aigai se trouve à proximité. Les fouilles ont commencé en 1861 avec l'archéologue français Léon Heuzey, parrainé par Napoléon III. Des vestiges d'un grand bâtiment considéré comme l'un des palais d'Antigone III Doson (263-221 av. J.-C.), en partie détruit par un incendie, ont été découverts près de Palatitsa. Cependant, les fouilles sont abandonnées en raison du risque de paludisme. Les excavations suggèrent alors qu'il s'agit du site de l'ancienne Valla, une idée qui a prévalu jusqu'en 1976. En 1937, l'Université de Thessalonique reprend les fouilles. D'autres vestiges de l'ancien palais sont retrouvés, mais les fouilles sont à nouveau abandonnées lors du déclenchement de la guerre avec l'Italie en 1940. Les fouilles reprennent pendant les années 1950 et 1960 et le reste de la capitale royale est découvert, dont le théâtre.
Dans les années 1970, l'archéologue grec Manólis Andrónikos est convaincu qu'une colline appelée le Grand Tumulus cache les tombeaux des rois macédoniens. En 1977, il entreprend une fouille de six semaines et met au jour quatre tombes enterrées, dont deux n'ont jamais été dérangées. Il affirme qu'il s'agit des lieux de sépulture des rois de Macédoine, dont ceux de Philippe II, père d'Alexandre le Grand (tombe II) et d'Alexandre IV, fils d'Alexandre le Grand et de Roxane (tombe III).
À partir de 1987, le groupe funéraire des reines est découvert, notamment le tombeau d'Eurydice, mère de Philippe II. En 2014, cinq autres tombes royales sont découvertes à Vergína, appartenant peut-être à Alexandre Ier et à sa famille, ou à la famille de Cassandre. Certains artefacts mis au jour à Vergína peuvent être considérés comme influencés par les techniques asiatiques ou même importés de la Perse achéménide à la fin du VIe siècle av. J.-C. et au début du Ve siècle av. J.-C.

## Identification des tombes

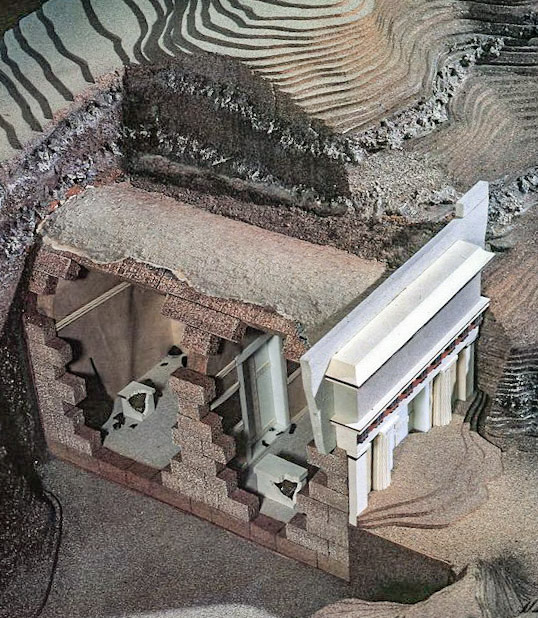
Maquette de la tombe dite de Philippe II.

L’identification du défunt comme étant Philippe II repose sur le style des objets archéologiques mis au jour dans la tombe, tous compris dans une fourchette chronologique allant de 360 à 310 av. J.-C. À cela s’ajoute la corrélation de certains indices avec ce que les sources antiques ont pu nous apporter. Ainsi on a trouvé deux cnémides (jambières de bronze) de taille différente, ce qui implique que leur possesseur, le défunt, est boiteux. Or nous savons que Philippe II boite à la suite d’une blessure de guerre. De même, l'examen des restes du défunt a permis de dégager les conclusions suivantes : ces restes appartiennent à un individu de sexe masculin âgé de 41 à 49 ans, ayant reçu une blessure sur le quatrième métatarse de la main gauche, qui souffre de sinusite, d'une pleurésie sans doute consécutive à une tuberculose ainsi que d'ostéophytes ; le squelette fait aussi apparaître une dégénérescence des vertèbres de la colonne vertébrale et un épaississement du tibia que le docteur Antikas attribue à la longue pratique de l'équitation de Philippe II. On a pu également déceler un grave traumatisme osseux au niveau du crâne (côté droit). Ici encore, les sources antiques nous apprennent que le roi a été grièvement blessé, lors d’une campagne militaire, par une flèche et qu’il a perdu l'œil droit. On peut également souligner que tout indique une inhumation précipitée, car le tombeau n’a pas été achevé et les fresques qui auraient dû être peintes à l'intérieur ne l'ont jamais été. 
Dans le même sens, le corps d'une jeune femme reposant dans l'antichambre a révélé les caractéristiques suivantes : elle était âgée d'environ 30 à 34 ans, et sa jambe gauche présente une fracture du tibia ; il pourrait s'agir du corps de Cléopâtre, la dernière épouse du roi, dont on sait qu’elle a été assassinée sur l’ordre d'Olympias, précédente épouse de Philippe II, aussitôt après la mort de celui-ci, ou bien, selon le docteur Antikas (25 août 2015), d'une princesse scythe au nom inconnu, fille du roi de Scythie Ateas, et sixième épouse de Philippe,. Enfin, on a retrouvé dans la tombe une série de petites têtes d’ivoire qui, comparées aux portraits monétaires ou sculptés déjà connus par ailleurs, ont été identifiées comme représentant Philippe II et son fils Alexandre.
Il existe donc de nombreux indices convergents qui invitent à considérer la tombe comme celle de Philippe II, assassiné en 336. Néanmoins ce point de vue a été contesté par certains archéologues. Des chercheurs préfèrent y voir la sépulture du demi-frère d’Alexandre le Grand, Philippe III, mort en 317. Cependant, en 2010, une recherche basée sur une étude détaillée des squelettes, confirme les thèses de Manólis Andrónikos et soutient la preuve d'une asymétrie faciale causée par un possible traumatisme du crâne de l'homme, preuve qui est conforme à l'histoire de Philippe II.
L'identification avec Philippe II est à nouveau contestée en 2015 par l'anthropologue Juan Luis Arsuaga qui voit dans le squelette de la tombe I des éléments qui s’accordent mieux, selon lui, à ce que l’on sait de Philippe III. En 2014, les travaux de l'archéozoologue Théodoros Antikas sont en faveur de l'identification avec Philippe II.

## Architecture
Enfouie sous un tumulus, la tombe II reprend le plan traditionnel des tombes aristocratiques macédoniennes. Contre la chambre et l’antichambre voûtées est plaquée une façade stuquée et peinte. Il n’y a aucun lien structurel entre la façade et l’intérieur de la tombe. Les ordres classiques sont adaptés librement dans une optique décorative et fastueuse. Aux extrémités deux pilastres in antis encadrent deux colonnes semi-engagées d'ordre dorique. Celles-ci soutiennent une architrave flanquée d'une frise composée d’une alternance de métopes lisses et de triglyphes. Alors que l’ordre dorique canonique fait attendre un fronton sculpté, celui-ci est remplacé par une haute frise peinte.

## Décor peint

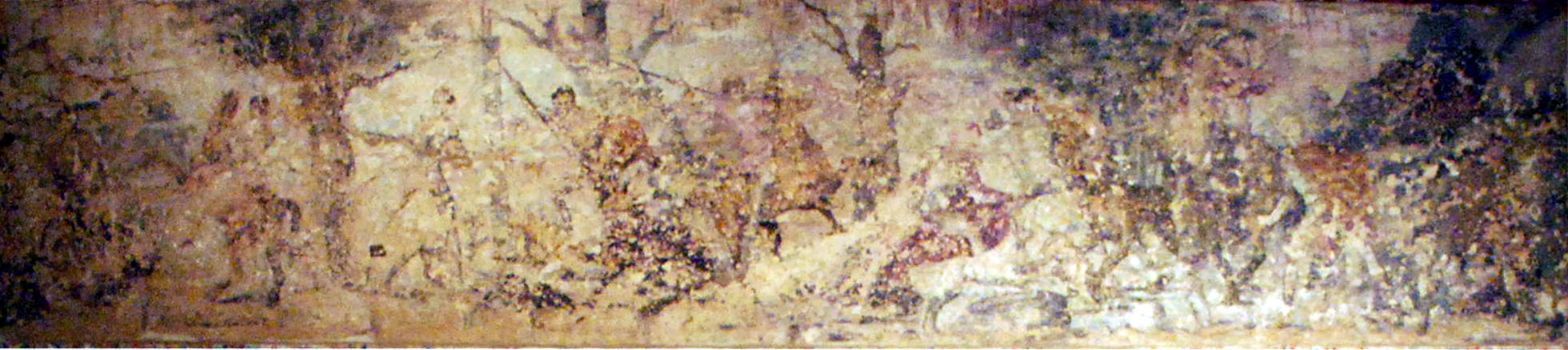
Scène de chasse dans la tombe.

Sur une longueur de 5,56 m et une hauteur de 1,16 m la frise de la tombe II déploie une scène complexe figurant les activités royales dans les grandes réserves de chasse royale de la Haute Macédoine. Et surtout ce qui a surpris tous les spécialistes c'est que cette scène est clairement située dans un paysage, avec une ligne de montagnes à l'horizon et un bouquet d'arbres au premier plan. Le paysage semblait, avant la découverte, n'être apparu qu'ultérieurement dans un contexte romain. C'est une scène complexe avec plusieurs groupements et plusieurs actions. À gauche, tandis qu’un chasseur met à mort un cerf, aidé par un chien, un cavalier vu de dos poursuit un autre cerf, qui s’enfuit. À leur droite, deux chasseurs à pied pressent un sanglier en le menaçant de leur épieu. La scène de droite est plus dense et dramatique : deux cavaliers surgissent de part et d’autre et s’apprêtent à porter le coup fatal à un lion cerné par deux valets. 
Selon une interprétation, Philippe II serait le cavalier barbu, et Alexandre le jeune cavalier placé exactement au centre de la composition, dans l’axe de la façade . Cette scène met en valeur la bravoure de la dynastie argéade, selon une image de la souveraineté d’influence orientale. L’exécution est celle d’un maître de la peinture.

## Mise en valeur du site de Vergína
Le musée du tumulus de Philippe II, inauguré en 1993, est construit sur les tombes les laissant in situ et montrant le tumulus tel qu'il était avant les fouilles. À l'intérieur du musée, il y a quatre tombes et un petit temple, le héroon, construit pour le groupe funéraire de Philippe II. Les deux tombes les plus importantes (II et III) n'ont pas été saccagées et contiennent les principaux trésors du musée. Le site des tombes est facilement accessible et on peut descendre jusqu’aux portes des tombes depuis le musée qui présente les nombreuses pièces trouvées dans les tombes. On y trouve en particulier des diadèmes et des coffrets en or, ainsi que de la vaisselle en argent en parfait état de conservation. L’ensemble se trouve sous le tumulus qui a été reconstitué grâce à un toit végétalisé.

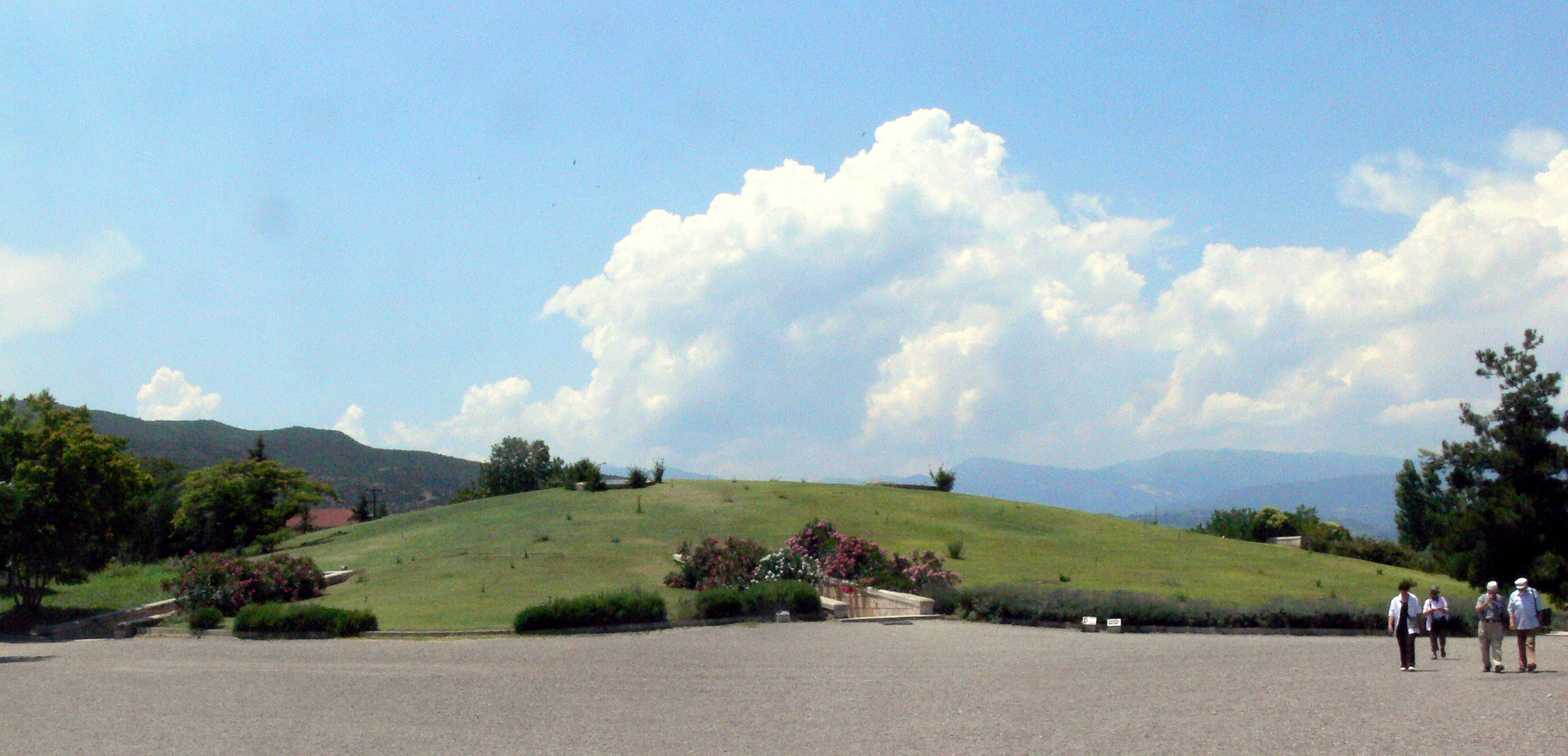
Tumulus dit « la Grande Toumba », dans lequel se situe la tombe de Philippe II..
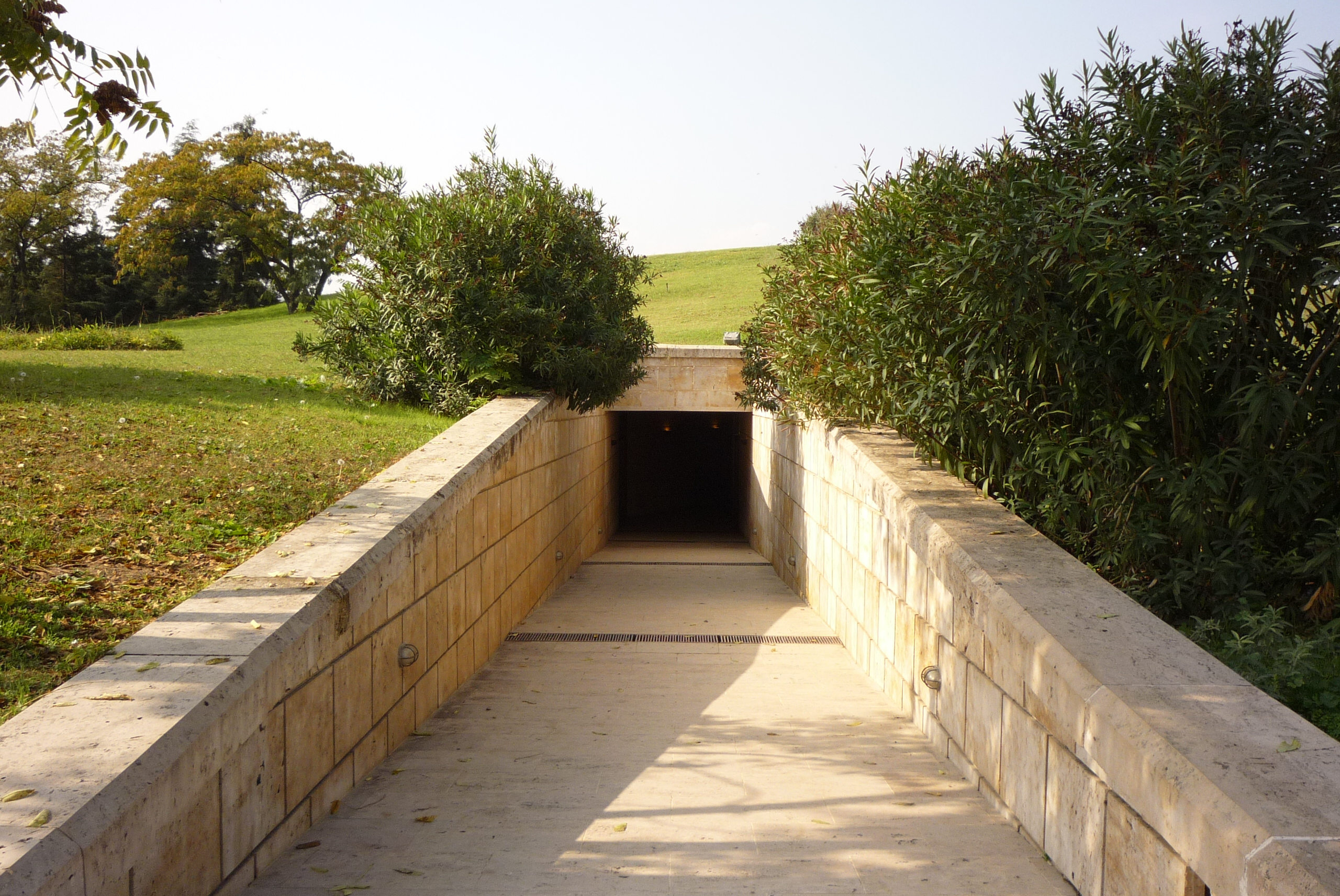
Entrée des tombes royales.
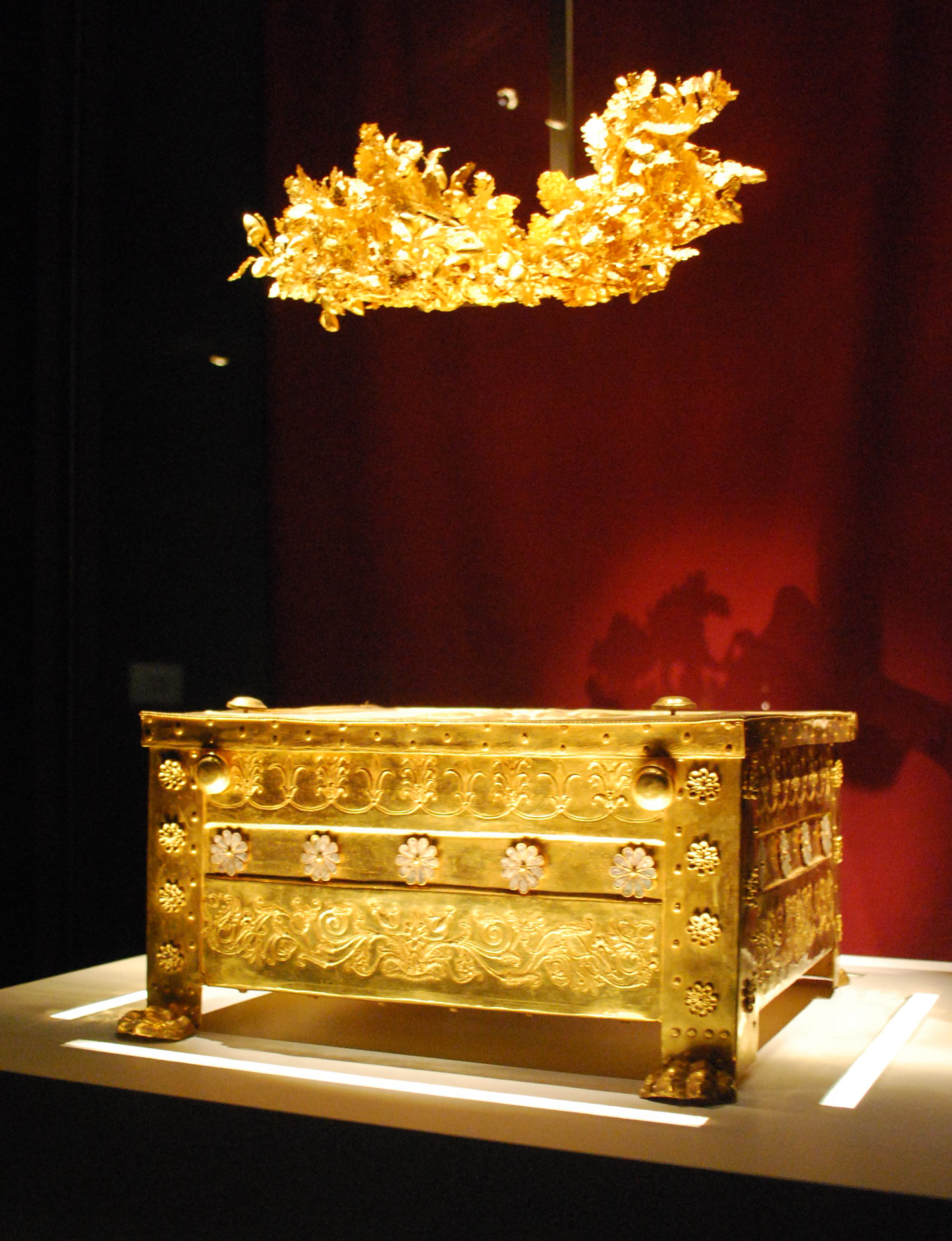
Le larnax de Philippe II.
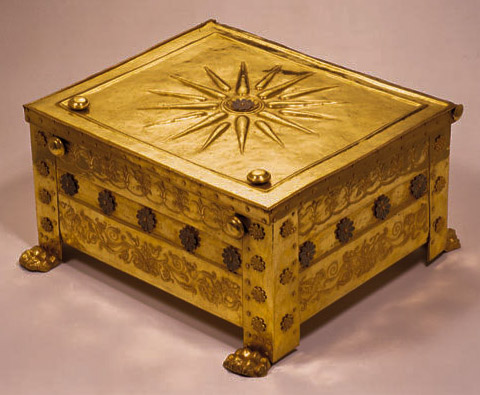
Larnax de Philippe II avec le soleil de Vergina.